# Камена (Мостар)
Камена је насељено место у граду Мостару која административно припада Херцеговачко-неретванском кантону, Федерација БиХ, Босна и Херцеговина. Камена је подељена међуентитетском линијом између града Мостара и општине Источни Мостар. Према попису становништва из 2013. у насељу није било становника.

## Становништво
У насељу је према попису становништва из 1991. године живело 399 становника, а насеље је било већински настањено Муслиманима. Према попису из 2013. године насеље је без становника.
| Националност | 2013. | 1991.       | 1981.       | 1971.       |
| Муслимани    | —     | 242 (60,6%) | 281 (63,4%) | 298 (63,1%) |
| Хрвати       | —     | 155 (38,8%) | 158 (35,7%) | 174 (36,9%) |
| Југословени  | —     | —           | 4 (0,9%)    | —           |
| остали       | —     | 2 (0,5%)    | —           | —           |
| Укупно       | 0     | 399         | 443         | 472         |